# 太平天国军械所遗址
太平天国军械所遗址，位于江苏省苏州市姑苏区马大箓巷12号。建于清朝，为苏州市文物保护单位。
此遗址是现存唯一的太平军军械所遗址，总占地约4000平方米，前身为明代邱氏宅第“慎修堂”，有三路四进，其轿厅、大厅具明代建筑风格。院内另有明代古松一颗，高近10米。1860年，太平軍進入蘇州前，屋主攜眷離城避亂。屋主逃难後，此宅被太平军用作军工厂，制造、存放兵器。戰後屋主返回，眼見廳堂庭院中有煤、鐵、炮、炮彈之類的軍用物品，顯然是曾被用作過軍械修造工場。太平军退后屋主邱氏將宅院重修。20世紀60年代初期，宅院地下曾出土石炮彈、圓形鐵地雷、鋸斷的鐵炮、太平軍軍刀之類的兵器，估計為當時重修宅第時就地掩埋的。因此，此地曾出土过军刀、弹丸等军备。
此宅又名和平里，1994年整修。1999年大厅被改建为书场，其余为民居。